# 한국환경산업협회
한국환경산업협회(韓國環境産業協會, Korea Environment Industry Association ; KEIA)는 급증하는 세계 환경시장의 선점과 사업추진 과정에서의 장애요인 해소, 사업현장에서 필요로 하는 대정부 민원 창구 및 제도개선 요구 등 환경산업 육성의 구심점 역할을 수행하기 위하여 설립된 |사단법인이다. 서울특별시 중구 서소문로 38 (중림동) 센트럴타워 1507호에 있다.

## 설립 근거
- 환경기술 및 환경산업 지원법[4]

## 연혁
- 2012년 5월 31일 환경협회 활성화를 위한 기능통합 추진계획 수립
- 2012년 12월 12일 한국환경산업협회 발기인대회
- 2012년 12월 18일 한국환경산업협회 창립총회. 초대 최광철 회장 취임[5]
- 2012년 12월 31일 한국환경산업협회 설립허가 (환경부)
- 2013년 1월      한국환경산업협회 설립등기 및 사업자등록
- 2013년 3월      한국환경산업협회 홈페이지 구축
- 2013년 5월      FTA 의견수렴사업 위탁
- 2013년 10월      직업능력개발훈련시설 지정 (고용노동부)
- 2014년 12월      환경기술제품DB시스템 구축
- 2015년 3월      기업맞춤형 위탁교육 실시 (고용노동부)
- 2016년 9월      제2대 한찬건 회장 취임

## 주요 업무
- 환경산업에 대한 업종별 현황 및 관련 통계의 조사
- 환경산업의 육성을 위한 제도의 연구 및 개선 건의
- 환경기술 및 환경산업과 관련된 시장정보의 수집·분석 및 제공
- 국가 또는 지방자치단체로부터 위탁받은 업무
- 그 밖에 환경산업의 육성과 관련된 사항으로 협회의 정관으로 정하는 업무

## 조직

### 한국환경산업협회장
- 분과위원회 (9개)

### 상임부회장

#### 사무국장
| - 경영관리팀 | - 산업기획홍보팀 | - 국내산업육사어팀 | - 해외사업지원팀 |

## 같이 보기
- 한국환경산업기술원
- 한국환경한림원
- 환경보전협회
- 환경영향평가협회
- 한국환경기술인협회
- 한국환경공단